# Bram de Does
Bram de Does (Amsterdam, 19 juli 1934 – Orvelte, 28 december 2015) was een Nederlandse typograaf. De Does, wiens vader en grootvader drukkers waren, studeerde in de jaren vijftig aan de Amsterdamse Grafische School. Van 1958 tot aan zijn pensionering in 1988 was hij met enkele tussenpozen in dienst van de Haarlemse drukkerij Joh. Enschedé. Zijn grote voorbeeld was Jan van Krimpen, een van zijn voorgangers bij Joh. Enschedé, maar na verloop van tijd ontwikkelde De Does steeds meer zijn eigen stijl. 
De Does is ook de ontwerper van twee lettertypes, de Trinité (1982) en de Lexicon (1992). Deze internationaal bekroonde letters worden zowel in Nederland als daarbuiten inmiddels veel gebruikt. 

## Boekverzorging
Als typografisch ontwerper verzorgde De Does voor zijn werkgever de gedenkboeken, jaarverslagen en kunstboeken. Behalve voor Joh. Enschedé verzorgde Bram de Does ook boeken voor zijn eigen zetterij-drukkerij-uitgeverij, de Spectatorpers. Met deze private press die in 2008 werd opgeheven was hij aangesloten bij de Stichting Drukwerk in de Marge.
De Does stond bekend om zijn aandacht voor detail, de zogeheten microtypografie. Het gaat dan, behalve om de keuze voor de juiste letter, om aspecten als woordspatie en interlinie. Het hoogtepunt van De Does' typografische oeuvre is het jubileumboek Typefoundries in the Netherlands, dat hij in 1978 voor Joh. Enschedé ontwierp. Dit werd in 1999 bekroond als een van de honderd mooist verzorgde boeken van de twintigste eeuw. Andere ontwerpprijzen die De Does ten deel zijn gevallen, zijn de Goldene Letter (Leipzig) en de Premio Felice Feliciano (Verona, 1993). In 2007 ontving hij de Laurens Janszoon Costerprijs.

## Lettertypes
Het eerste lettertype dat De Does ontwierp, was de Trinité, in 1982. Aanleiding was het probleem dat bestaande letters – ontworpen in de tijd dat nog met loden letters werd gezet – minder fraai waren bij het fotozetten. De Trinité is erg populair bij Nederlandse literaire uitgevers. Tien jaar na de Trinité volgde de Lexicon, ontworpen voor Van Dale Lexicografie. De Lexicon was in Nederland onder meer in gebruik bij NRC Handelsblad (van 2001 tot 2013). Deze letters worden door The Enschedé Font Foundry in de handel gebracht.
De originele tekeningen voor de Trinité bevinden zich in Museum Enschedé; die voor de Lexicon in de Bijzondere Collecties van de Universiteit van Amsterdam (geheel gedigitaliseerd).
Voor de Trinité kreeg De Does in 1991 de prestigieuze H.N. Werkmanprijs van het Amsterdams Fonds voor de Kunst.

## Publicaties (keuze)
- Bram de Does, Kaba-structuren.  Structuren, patronen en figuren met een ornamentje en zijn spiegelbeeld in twee drukkleuren. Amsterdam, 2011.
- Bram de Does, Kaba-ornament. Amsterdam, 2005.
- Bram de Does, Kaba ornament. Orvelte, 2002.
- Bram de Does, Romanée en Trinité. Historisch origineel en systematisch slordig. Amsterdam, Aartswoud 1991.